# Ingermanland
Ingermanland, (russisk: Ижора eller Ингерманландия (tr. Izjorskaja zemlja), finsk: Inkeri) er et historisk landskab i det nordvestlige Rusland, i Sankt Petersborg-området. Det ligger mellem floden Neva og Den Finske Bugt i nord, floden Narva og Peipus-søen i vest og Ladoga-søen Volkhov-floden i øst. Oprindelig udgjorde Neva grænsen mellem Ingermanland og Karelen, men fra omkring 1600 blev grænsen trukket længere mod nord på det karelske næs. Ingermanlands befolkning talte oprindeligt forskellige finsk-ugriske sprog (votisk og ingrisk).

## Landskab
Området er helt beliggende inden for det nordøsteuropæiske lavland. Kendetegnende for dette terræn er, at det er fladt med mindre højder (generelt 50-150 meter over havets overflade). Den del af området, der omdatter Det Karelske Næs (og især dens nordvestlige del) adskiller sig ved at have ujævnt terræn med mange klippeskær og masser af søer. Den Karelske Næs er en del af den baltiske skjold. Det højeste punkt på Det Karelske Næs, Kivisjurja har en højde på 203 m over havets overflade (i henhold til de finske før krigen landmålere dog 205 m) og ligger ikke langt fra landsbyen Novozhilova.
Lavlandet er for det meste beliggende langs bredden af Den Finske Bugt og Ladoga-søen, og i dalene for større floder. De mest markante floder er Pljussa og Luga.
De største bakker er Lembolovo, Izhora-højderne, Lodeynopolskye og Vepsiske højder. Det højeste punkt i området - Gapselga (291 meter over havet) - ligger på de Vepsiske højder. En interessant objekt er en geografisk baltisk klint, en 40-60 meter høj klippe, der strækker sig mere end 200 km fra vest til øst område. Det er bredden af et gammel hav.

### Floder
| Navn      | Længde (km) | afvandingsområde (km²) |
| --------- | ----------- | ---------------------- |
| Luga      | 353         | 13.200                 |
| Tararajka | -           | -                      |
| Solka     | -           | -                      |
| Sista     | -           | -                      |
| Kovachi   | -           | -                      |
| Vruda     | -           | -                      |
| Rosona    | 27          | -                      |
| Mga       | 77          | -                      |
| Izhora    | 76          | -                      |
| Lemovza   | -           | -                      |
| Narva     | 75          | 56.200                 |
| Neva      | 74          | 281.000                |

### Søer
| Navn        | Areal (km²) | Maksimal dybde (m) |
| ----------- | ----------- | ------------------ |
| Ladoga      | 17.700      | 225                |
| Khabolovo   | -           | -                  |
| Babinskoje  | -           | -                  |
| Valgovitsy  | -           | -                  |
| Velkota     | -           | -                  |
| Kopanskoje  | -           | -                  |
| Lubenskoje  | -           | -                  |
| Teditskoje  | -           | -                  |
| Zaozerskoje | -           | -                  |

## Klima
Klimaet er kontinentalt. Marine luftmasser fra Atlanterhavet betinger en relativt mild vinter med hyppig tø og moderat varme, til tider en kølig sommer. Den gennemsnitlige temperatur i januar er -8 °C - -11 °C og i juli 16 °C - 18 °C. Den absolutte maksimumtemperatur +37,8 °C (målt i Tikhvin), det absolutte minimum af -52 °C. Kulde forekommer mest i de østlige regioner, varme mest mod sydvest.
Nedbøren for året 600-700 mm. Den meste nedbør falder i de højere liggende områder, den maksimale på Lembolovo. Den mindste nedbør falder i det kystnære lavland. Den meste regn falder i sommeren og efteråret.
Vinternedbøren falder hovedsagelig i form af sne. Permanent snedække forekommer fra anden halvdel af november eller begyndelsen af december til anden halvdel af april.

## Dyreliv
Området er beboet af talrige vilde dyr, herunder 68 arter af pattedyr. De vigtigste er egern, ilder, mår, væsel, hare, pindsvin, og forskellige gnavere (markmus og skovmus, rotter, etc.). Mindre almindelige er ulv, vildsvin, rådyr, ræv, elg, bjørn, los, odder, spættet sæl, bæver, mink, vaskebjørn.
Området er hjemsted for omkring 300 arter af fugle er den vigtigste ryper, agerhøne, hjerpe, urfugl, ænder, gæs, dobbeltbekkasin, skovfugle som flagspætter, drosler, solsort, gøg, stær, krage, spurve, dompap; de fleste trækfugle forlader området i slutningen af august.
I farvandene i området findes omkring 80 arter af fisk. Fra marine fisk er mere almindelige østersøsild, brisling, torsk, lange, desuden smelt, laks, ørred, ål. Blandt ferskvandsfisk er aborre, sandart, brasen, skalle.
I fredningsfortegnelsen (Red Book) er indført: baltisk ringsæl, Ladoga-ringsæl, gråsæl, kongeørn, slangeørn, vandrefalk, fiskeørn, havørn.

## Historie
I tiden 500-1000 fik voterne den første kontakt med østslaverne. Oprettelsen af Novgorod (første gang omtalt år 859) blev med tiden en magt, der var i stand til at beskatte voterne. Sammen med prins Vseslav af Polotsk forsøgte voterne at bekæmpe Novgorod men uden held.

### Under Republikken Novgorod 1136-1478
Ingermanland blev i middelalderen en skueplads for magtkampe mellem øst og vest. Især to forhold bevirkede dette: missionsvirksomhed og kampe om overherredømmet over handelsvejene mellem Vesteuropa og Østeuropa. Med udgangspunkt i pavelige buller fra 1100- og 1200-tallet indledtes en række katolske korstog fra svensk, dansk og tysk side for at kristne karelere, ingermanlændinge og votere (Ingrie, Lappie et Watlandie), mens omvendt Novgorod virkede for at udbrede den græsk-ortodokse tro i egnene omkring den Finske Bugt og nordøst herfor. Neva og Ladoga var i middelalderen en af tidens vigtigste handelsveje og udløste et stort antal krige om overherredømmet over denne. Ingermanland synes på den tid at være inddelt i fire områder: Vatland (voternes land) mod vest, det egentlige Ingermanland i midten, Loppis mod vest og Karelen mod nord.
Da Jaroslav var storfyrste (i midten af 1000-tallet), udstedte han en forordning, hvor efter voterne (votskaja) skulle anses som lydende under Novgorod. Da Republikken Novgorods indflydelse voksede fra 1136, styrkedes forbindelserne med Ingrerne, som antog den ortodokse tro men beholdt deres finsk-ugriske sprog. Ingermanland udgjorde en femting (en af de fem dele), Vodskaja pjatine, i Novgorods magtområde. Voter og ingrere måtte kæmpe sammen med Novgorod i de mange krige, blandt andet mod Tavastland i 1149. Gennem flere hundrede år bølgede krige mellem Republikken Novgorod og henholdsvis svenskere og den Tyske Orden. Krige med svenskerne foregik blandt andet 1240, hvor Alexander Nevskij med tropper med fremgang kæmpede mod katolske korsfarere under ledelse af Finlands biskop Thomas (hvilken sejr gav ham hans tilnavn), og 1248 og standsede først med Nöteborg-traktaten 1323. Ved traktaten fik svenskerne kontrollen over Karelen og en del af det Karelske næs. Grænseområdet var ikke trygt, og mange ingrere flyttede vest på mod Narva og floden Oredezj. Kampe med den Tyske Orden foregik blandt andet 1241, 1242 og 1269. Nye fettog skete 1444 og 1447, men det lykkedes ikke den Tyske Orden at få fodfæste på Republikken Novgorods område. Også danske korsfarere forsøgte i 1294 at vinde områder i Ingermanland på den østlige bred af Narva-floden, men uden fremgang.
Fæstninger opførtes af svenskerne under marsken Torgils Knutsson i Vyborg i 1293 og 1299 eller 1300 fæstningen Landskrona på det sted, hvor Okhta og Neva flyder sammen, i Koporje i 1240 af den Tyske Orden (den blev dog ødelagt af Alexander Nevskij i 1241) og i Narva af danskerne i 1256 på Narva-flodens østlige bred, men efter angreb fra Novgorods side flyttet til den vestre bred (i 1346 faldt borgen i den Tyske Ordens hænder, og de beholdt den til 1558-81, da de måtte overdrage den til russerne). Novgorod byggede fæstninger i Koporje (i stedet for den ødelagte), Nöteborg og Jaama (Jama).
1384 opførtes en græsk-ortodoks kirke og et kloster i Jaama (senere Kingisepp).
Igennem hele middelalderen var den vigtigste næringsvej landbruget. Rug var den mest dyrkede afgrøde, men også havre, byg, hvede, ærter og hamp blev dyrket. Bønderne måtte betale skatter i form af brød, øl, kål, malt og humle. Også husdyrholdet spillede en betydelig rolle. Af datidige skattelister fremgår, at man holdt kvæg, svin, får og heste. Hestene havde et så godt ry i omegnen af Keltto og Toksova at man talte om Hoppe-Karelen (Kobylitskaja Karela). Ved kysterne og flodbredderne spillede fiskeri en hovedrolle som næringsvej. Skind af egern og hare samt skovfugle udgjorde skattepersiller lige som kvinders håndarbejder, linned, klæder af hamp, håndklæder og sengedækker.
Bebyggelserne i Ingermanland var små: Duderhofs (finsk: Tuutari) pogosta omfattede 160 bebyggelser, hvoraf de 52 bestod af een, 30 af to husholdninger, mens de resterende talte mere en to husholdninger.

### Under Storfyrstendømmet Moskva 1478-1583
1478 omstyrtedes Republikken Novgorod af Storfyrstendømmet Moskva, og de erobrede områder blev opdelte i femtedele, hvorved den største del af Ingermanland kom under Novgorods (voternes) femtedel. Områderne vest for floden Luuga kom under Sjelonas femtedel.
Storfyrstedømmet Moskva regerede over Ingermanland. I 1484 og 1488 blev et stort antal voter og ingrere deporteret til det centrale Rusland, og russiske nybyggere flyttede ind. Storfyrstedømmet fremmede den græsk-ortodoxe kirke.

### Under Sverige 1583-1595
Ingermanland blev første gang svensk i 1583 ved Våbenstilstanden i Pljussa. Det svenske herredømme varede til 1595, da Sverige ved Freden i Teusina måtte afstå området til Rusland.

### Under Storfyrstendømmet Moskva 1595-1617
Mellem 1595 og 1617 hørte Ingermanland atter under Storfyrstendømmet Moskva.

### Det svenske Ingermanland 1617-1721
Svenskere og russere havde konkurrerende interesser i området fra tidlig vikingetid, men den første befæstning blev først anlagt tidligt i 1300-tallet. Det var den svenske fæstningen Landskrona ved floden Okhtas udløb i Neva. I 1580'erne fik Ingermanland status som svensk besiddelse, blev overleveret til Rusland ved freden i Teusina 1595, og blev igen svensk 1617 efter den ingermanlandske krig.
Under den nordiske 25-årskrig erobrede Pontus De la Gardie 1581 Narva, Ivangorod, Jaama og Koporje (Kapris). Ved våbenstilstanden i Pljussa i 1583 beholdt Sverige disse erobringer, det vil sige stort set hele Ingermanland med undtagelse af Nöteborg og omegn. Denne erobring, med undtagelse af Narva, blev tilbagegivet til Rusland ved Freden i Teusina 1595. 1610 startede Den ingermanlandske krig, der sluttede med, at størstedelen af Ingermanland blev en svensk provins efter freden i Stolbova 1617. Dette var første gang Ingermanlands grænser fastlagdes.
Sveriges interesse i Ingermanland var strategisk. Området skulle udgøre en bufferzone mod russiske fremstød mod Det karelske næs og Finland. Desuden skulle russisk handel tvinges til at passere svensk territorium. Sverige anvendte også Ingermanland som område hvortil man sendte dem, der var blevet dømt til forvisning.
Sverige forsøgte at introducere den lutherske tro, hvilket dog kun lykkedes med beskeden fremgang. Den lutherske tro tiltog dog i forhold til den græsk-ortodokse derved, at en betydelig del af de ortodokse flyttede til Rusland,, især i de nordøstlige dele af Ingermanland hvor de svenske love og den lutherske kirkebrug vakte stort utilfredshed. Samtidigt skete en indvandring af lutherske finner fra egnene i Savolax og Det karelske næs (hovedsagelig fra Äyräpää) til Ingermanland.
1664 udgjorde befolkningen i Ingermanland højst 15.000 personer. Den lutherske del udgjorde 41.1% 1656, 53.2% 1661, 55.2% 1666, 56.9% 1671 og 73.8% 1695.
Fæstningerne Ivangorod (Jaanilinn), Jaama (nu Kingisepp), Koporje og Nöteborg (nu Sjlisselburg) blev centre for de fire ingermanlandske slotslen. Besiddelsen blev bestyret som en bufferzone mellem Rusland og Finland, og var tyndt befolket. Fæstningen Nyenskans blev bygget ved mundingen af Neva 1611 og gjort til administrativt centrum på bekostning af Ivangorod 1642. Fæstningen blev stærk skadet efter et russisk angreb 1656. Administrationen blev da flyttet til Narva.

### Under Zarrusland 1721-1917
Efter at den store nordiske krig var brudt ud i 1700, blev området overtaget af Rusland. Den nye russiske hovedstad Sankt Petersborg blev anlagt af Peter den Store i nærheden af Nyenskans i 1703. Ingermanland blev omdøbt til "Ingermanlands guvernement" 1708-1710, der efter "Sankt Petersborg Guvernement" 1710-1914, og til "Petrograds Guvernement 1914-1924".
Den juridiske svenske afståelse blev aftalt ved Freden i Nystad i 1721. Under russisk styre blev bønderne livegne. Livegenskabet blev afskaffet 1861. Ved folketællingen 1897 opgjordes antallet af indbyggere til 130.413, i 1917 var befolkningen øget i antal til over 140.000 ved revolutionen, heraf 45.000 i Republikken Nordingermanland (Pohjois-Inkeri), 52.000 i det centrale og østlige Ingermanland, 30.000 i det vestlige Ingermanland og 13.000 i byen Petrograd. Fra 1868 begyndte en vis tilflytning af estere til Ingermanland: 1897 udgjorde esterne 64.116, heraf 12.238 i Sankt Petersborg, i 1926 66.333, hvoraf 15.847 i Leningrad. Antallet af ingrere var i 1834 17.800, i 1897 21.000 og i 1926 26.137.

### Sovjettiden 1917-1991
Efter oktoberrevolutionen 1917 udråbtes udbryderrepublikken Nordingermanland, med støtte fra Finland som en selvstændig stat. Republikken beherskede dele af det karelske næs mellem årene 1919 og 1920.
Under Den russiske borgerkrig blev Ingermanland skueplads for Den Hvide Hærs angreb på Petrograd.
Efter den estiske selvstændighedskrig og fredsaftalen i Tartu den 2. februar 1920 mellem Estland og Sovjetunionen blev den vestligste del af Ingermanland, det såkaldte Estisk Ingermanland, en del af Estland, og ved den sovjetisk-finske fred i Tartu den 14. oktober 1920 blev det øvrige Ingermanland genforenet med Rusland i Den Russiske Føderative Sovjetrepublik, med begrænset indre selvstyre.
1920 var højdepunktet for finskingermanlændingene. Da fandtes 300 finsksprogede skoler og 10 finsksprogede aviser i Ingermanland. Den første heldækkende folketælling i Sovjetunionen 1926 opgjorde 114.831 "Leningradfinner", som finskingermanlændingene blev kaldt. Folketællingen viste også, at antallet af russere var større end finskingermanlændinge i det centrale Ingermanland, mens i det nordlige Ingermanland udgjorde finskingermanlændingene et flertal.
Da landbruget blev kollektiviseret 1928, blev den finske befolkning decimeret ved tvangsflytning af 18.000 kulakker til blandt andet Kolahalvøen, Kazakstan og Centralasien; Senere blev ingermanland-finnerne regnet som politisk upålidelige, og flere deporteringskampagner fulgte frem til 1936. De deporterede erstattedes af russere, tatarer og ukrainere. I efteråret 1934 etableredes en forbudszone langs Sovjetunionens vestlige grænse. Officielt var den 7,5 km bred, men langs den estiske grænse var den op til 90 km bred, hvor ingen kunne opholde sig uden tilladelse fra NKVD og de, der betragtedes som "politiskt upålidelige", eksempelvis finskingermanlændingene og en del andre folkeslag, blev tvunget til at flytte derfra. I 1937 blev finskingermanlændingene og ingrerne underlagt yderligere restriktioner: lutherske kirker lukkedes, skoler med undervisning på finsk og ingrisk blev lukket, ligesom aviser og radiostationer på finsk og ingrisk blev forbudt.
I det estiske Ingermanland blomstrede finskheden frem til 1940, da landet blev indtaget af Sovjetunionen og en sovjetificering fandt sted, inklusive massedeportationer af indbyggere i 1941 og igen i 1949. I 1941 var det 493 indbyggere, der således blev tvangsfordrevne.
Under 2. verdenskrig indtil 31. oktober 1944 flygtede 63.227 "ingrere" til Finland (heraf en del voter). Efter freden mellem Finland og Sovjetunionen vendte 55.773 tilbage, men blev fordelt på Novgorod, Kalinin, Vologda, Sverdlovsk og andre oblaster.
Efter afslutningen af 2. verdenskrig er russificeringen af Ingermanland fortsat. Selv om Leningrad (Sankt Petersborg) var en hovedsagelig russisksproget by, var de omgivende landdistrikter længe ingermanlandsk- eller finsktalende,[kilde mangler] men med den øgede urbanisering og indflydelsen fra den centrale millionby blev egnen russificeret.

### Efter sovjettiden 1991-
Efter opløsningen af Sovjetunionen i 1991 har ingermanland-finnerne fået mulighed for at emigrere til Finland. Mange af de tilbageblevne ingermanlændinge har emigreret til Finland i 1990’erne,  medregnet dem, der fra tidligere generationer har overtaget russisk som talesprog.
I 1990 regnede man med omkring 100.000 finner i Sovjetunionen; af disse 90.000 ingermanlændinge. Omkring 35.000 af finnerne ville gerne flytte til Finland, og 5-10.000 af dem ville få lov til at komme i løbet af de følgende 5-10 år. Af ingermanlændingene boede en tredjedel i Estland, en tredjedel i Ingermanland og en tredjedel i Karelen. Omkring 50.000 skal være kommet til Finland i løbet af anden verdenskrig. Efter krigen tilbød sovjetrusserne dem alle at vende hjem, og et vist pres fra den finske regering blev de også udsat for. De vendte så hjem, men blev ved ankomst umiddelbart deporteret til Sibirien. Langt om længe kom mange tilbage; men derfra ville 40 % helst videre til Finland. Den finske regering besluttede i 1990, at alle finner bosat i Sovjetunionen skulle få anledning til at flytte til Finland. 